# دراگوچای
دراگوچای (به لاتین: Dragočaj) یک روستا در بوسنی و هرزگوین است که در بانیا لوکا واقع شده‌است.